# Listă de scafandri români
Aceasta este o listă de scafandri români:
- Alexandru Marinescu

- Emil Racoviță
- Pascale Roibu [1][2][3]

- Constantin Scarlat